# Амблер (Пенсільванія)
Амблер (англ. Ambler) — місто (англ. borough) в США, в окрузі Монтгомері штату Пенсільванія. Населення — 6807 осіб (2020).

## Географія
Амблер розташований за координатами 40°9′23″ пн. ш. 75°13′18″ зх. д. / 40.15639° пн. ш. 75.22167° зх. д. (40.156385, -75.221532).  За даними Бюро перепису населення США в 2010 році місто мало площу 2,21 км², уся площа — суходіл.

## Демографія
Згідно з переписом 2010 року, у селищі мешкало 6417 осіб у 2604 домогосподарствах у складі 1524 родин. Густота населення становила 2907 осіб/км².  Було 2767 помешкань (1254/км²).
Расовий склад населення:
| - 76,5 % — білих - 12,8 % — чорних або афроамериканців - 3,8 % — азіатів - 0,3 % — вихідців з тихоокеанських островів - 0,2 % — корінних американців - 3,1 % — осіб інших рас |

До двох чи більше рас належало 3,4 %. Частка іспаномовних становила 7,9 % від усіх жителів.
За віковим діапазоном населення розподілялося таким чином: 22,2 % — особи молодші 18 років, 62,7 % — особи у віці 18—64 років, 15,1 % — особи у віці 65 років та старші. Медіана віку мешканця становила 36,8 року. На 100 осіб жіночої статі у селищі припадало 90,9 чоловіків;  на 100 жінок у віці від 18 років та старших — 89,8 чоловіків також старших 18 років.
Середній дохід на одне домашнє господарство  становив 76 143 долари США (медіана — 57 108), а середній дохід на одну сім'ю — 97 728 доларів (медіана — 87 366). Медіана доходів становила 51 230 доларів для чоловіків та 50 084 долари для жінок. За межею бідності перебувало 6,6 % осіб, у тому числі 6,1 % дітей у віці до 18 років та 4,8 % осіб у віці 65 років та старших.
Цивільне працевлаштоване населення становило 3491 особа. Основні галузі зайнятості: освіта, охорона здоров'я та соціальна допомога — 20,1 %, науковці, спеціалісти, менеджери — 16,2 %, виробництво — 12,9 %, роздрібна торгівля — 11,2 %.